# Gunther de Bamberg
Gunther de Bamberg (mort le 23 juillet 1065 probablement à Székesfehérvár ou Sopron) est évêque de Bamberg de 1057 à sa mort et chancelier de Henri III du Saint-Empire.

## Biographie
Gunther suit la formation de l'école cathédrale de Bamberg et devient chanoine de la cathédrale. Il est un confident d'Annon II de Cologne, prince-évêque important, autrefois enseignant de l'école cathédrale. Grâce à lui, Gunther entre en contact avec l'empereur Henri III qui le nomme en 1054 chancelier impérial pour l'Italie. En 1056, Gunther est prévôt de l'abbaye Saints Simon et Jude de Goslar et l'année suivante évêque de Bamberg. Quand l'évêché obtient de grands domaines en Carinthie, il peut avoir un contrôle sur la traversée des Alpes, ce qui accroît l'influence de Gunther.
Après la mort de Henri III fin 1056, les rapports entre Gunther et la veuve et régente Agnès de Poitiers se détériorent vite, notamment parce qu'Annon de Cologne s'oppose à elle et que Gunther déteste l'évêque Henri II d'Augsbourg, l'homme de confiance d'Agnès. En 1059, Gunther convoque un synode pour la conversion des Slaves.
À Bamberg, Gunther fonde l'abbaye Saint-Gangolf (de). Il conduit la colonisation du territoire de l'évêché, suscitant de nombreux conflits. Il introduit Meinhard à l'école cathédrale et soutient la poésie en moyen haut-allemand, développant la légende noire d'Attila et des Amales.
Lors de son voyage à Jérusalem, Gunther est accompagné d'Ezzo (de), auteur d'une vie du Christ. Gunther de Bamberg meurt sur le chemin du retour le 23 juillet 1065 en Hongrie d'une maladie grave. Les pèlerins avec lui entourent son corps d'un tissu de soie byzantine. Ce linceul est aujourd'hui exposé au musée diocésain de Bamberg.

## Source, notes et références
- (de) Cet article est partiellement ou en totalité issu de l’article de Wikipédia en allemand intitulé « Gunther von Bamberg » (voir la liste des auteurs).
- (de) Harry Bresslau, « Gunther, Bischof von Bamberg », dans Allgemeine Deutsche Biographie (ADB), vol. 10, Leipzig, Duncker & Humblot, 1879, p. 137-139
- (de) Emil E. Ploss, « Gunther », dans Neue Deutsche Biographie (NDB), vol. 7, Berlin, Duncker & Humblot, 1966, p. 323–324 (original numérisé).